# Roscanvel
Roscanvel (en bretó Roskañvel) és un municipi francès, situat a la regió de Bretanya, al departament de Finisterre. L'any 2006 tenia 1.036 habitants.

## Demografia
| 1790 | 1800 | 1861 | 1821 | 1836 | 1841 |
| ---- | ---- | ---- | ---- | ---- | ---- |
| 561  | 662  | 870  | 1233 | 1933 | 2201 |
| 1856 | 1866 | 1872 | 1881 | 1891 | 1901 |
| 1090 | 1057 | 1942 | 300  | 1170 | 1469 |
| 1911 | 1921 | 1936 | 1952 | 1954 | 1968 |
| 1383 | 999  | 840  | 629  | 879  | 629  |
| 1999 | 2005 |      |      |      |      |
| 787  | 1016 |      |      |      |      |

## Administració
| Període   | Identitat          | Partit |
| --------- | ------------------ | ------ |
| 2001-2008 | Bernard Etiemble   |        |
| 2008-     | Patrick Le Guillou |        |